# Johann Becker
Johann Becker (1932–2004) fue un biólogo, y entomólogo brasileño, que realizó importantes contribuciones al estudio de insectos en Brasil. Desarrolló actividades académicas en el Museo Nacional de Brasil.

## Honores

### Eponimia
- (Reduviidae) Ghilianella beckeri